# Turquisation

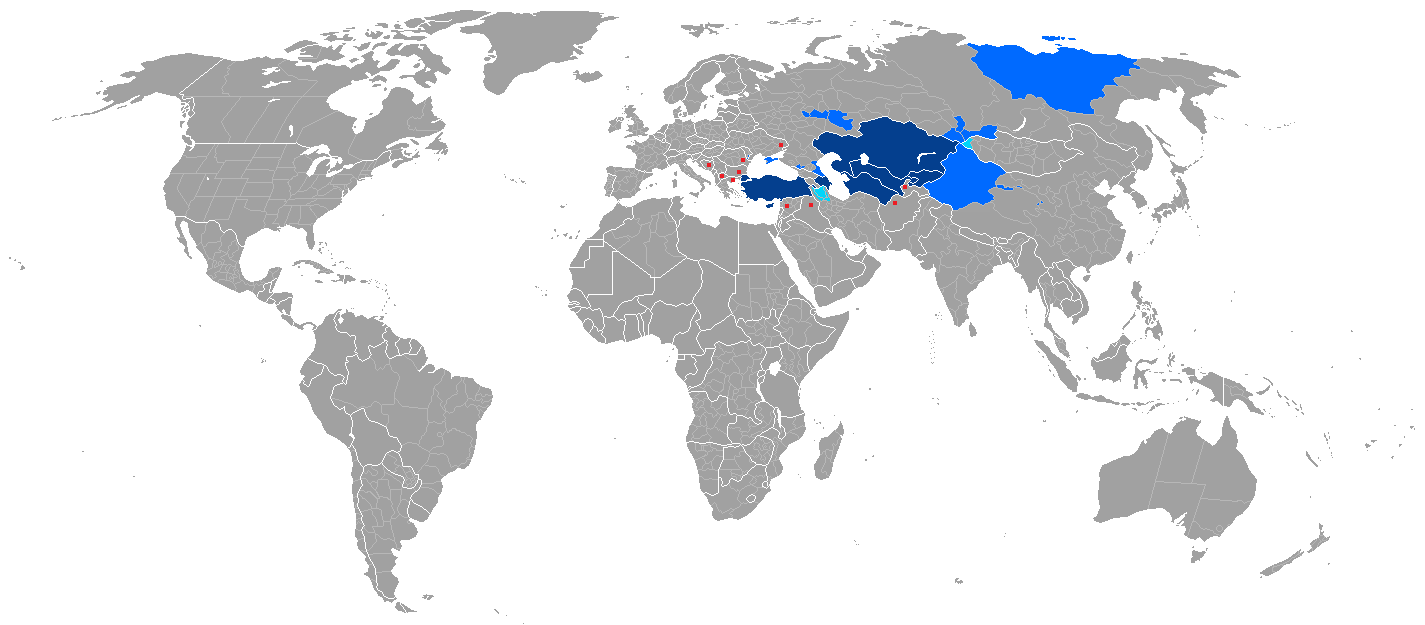
Distribution politique des pays et subdivisions autonomes où une langue turque a le statut officiel.

Turcification, Turquisation, ou Turkicisation (turc : Türkleştirme) décrit un processus par lequel des populations ou des lieux reçoivent ou adoptent des attributs turcs tels que la culture, la langue, l'histoire ou l'ethnicité. Cependant, ce terme est souvent appliqué plus spécifiquement pour désigner des caractéristiques turques plutôt que simplement turciques, signifiant qu'il fait plus fréquemment référence aux politiques de l'Empire ottoman ou aux politiques nationalistes turques de la république de Turquie envers les minorités ethniques en Turquie. À mesure que les États turciques se développaient et grandissaient, de nombreux exemples de ce changement culturel ont eu lieu.
Le premier exemple de turcification a eu lieu en Asie centrale, lorsque, au VIe siècle après J.-C., la migration des tribus turques depuis l'Asie intérieure a provoqué un changement linguistique parmi les peuples iraniens de la région. Au VIIIe siècle après J.-C., la turcification de Kachgar était terminée par les Qarluqs, qui ont également islamisé la population.
La turcification de l'Anatolie s'est produite à l'époque de l'Empire seldjoukide et du sultanat de Roum, lorsque l'Anatolie était une région diverse et largement hellénophone après avoir été hellénisée,,.

## Étymologie
Avant le XXe siècle, les régions anatoliennes, balkaniques, caucasiennes et Moyen-Orientales étaient dites subir l'ottomanisation. Le terme « turcification » a commencé à être utilisé de manière interchangeable avec « ottomanisation » après la montée du nationalisme turc au XXe siècle.
Le terme est utilisé dans la langue grecque depuis les années 1300 ou la fin de l'ère byzantine sous la forme « εκτουρκισμός », ou « τούρκεμα ». Il se traduit littéralement par « devenir un Turc ». En plus des personnes, il peut également faire référence à des villes conquises par les Turcs ou à des églises converties en mosquées. Il est plus fréquemment utilisé sous la forme verbale « τουρκεύω » (turcifier, devenir musulman ou turc),,.

## Histoire

### Premiers exemples de turcification
En 750, la turcification de Kachgar par les Qarluq était en cours. Les Qarluq étaient les ancêtres des Karakhanides, qui ont également islamisé la population. La langue iranienne du Khwarezm, une région oasis d'Asie centrale, a finalement disparu à la suite de la turcification.

### Turquisation en Asie centrale
Du VIe au XVIe siècle, l'Asie centrale connut une turquisation progressive qui aboutira à la prédominance de la turcophonie dans cette région, à l'exception du Tadjikistan et des villes de Boukhara et Samarcande dans lesquels subsistent différents dialectes du persan. Une partie environnante, le Xian autonome tadjik de Taxkorgan, à l'ouest du Xinjiang en Chine, est également habitée par des Tadjiks.
À partir du IIe siècle av. J.-C., les tribus de la confédération des Xiongnu commencent leur expansion vers les monts Altaï et l'Asie centrale qui aboutira progressivement à la prédominance de la turcophonie dans toute cette région et à la disparition des Scythes natifs locuteurs d'une langue indo-européenne.

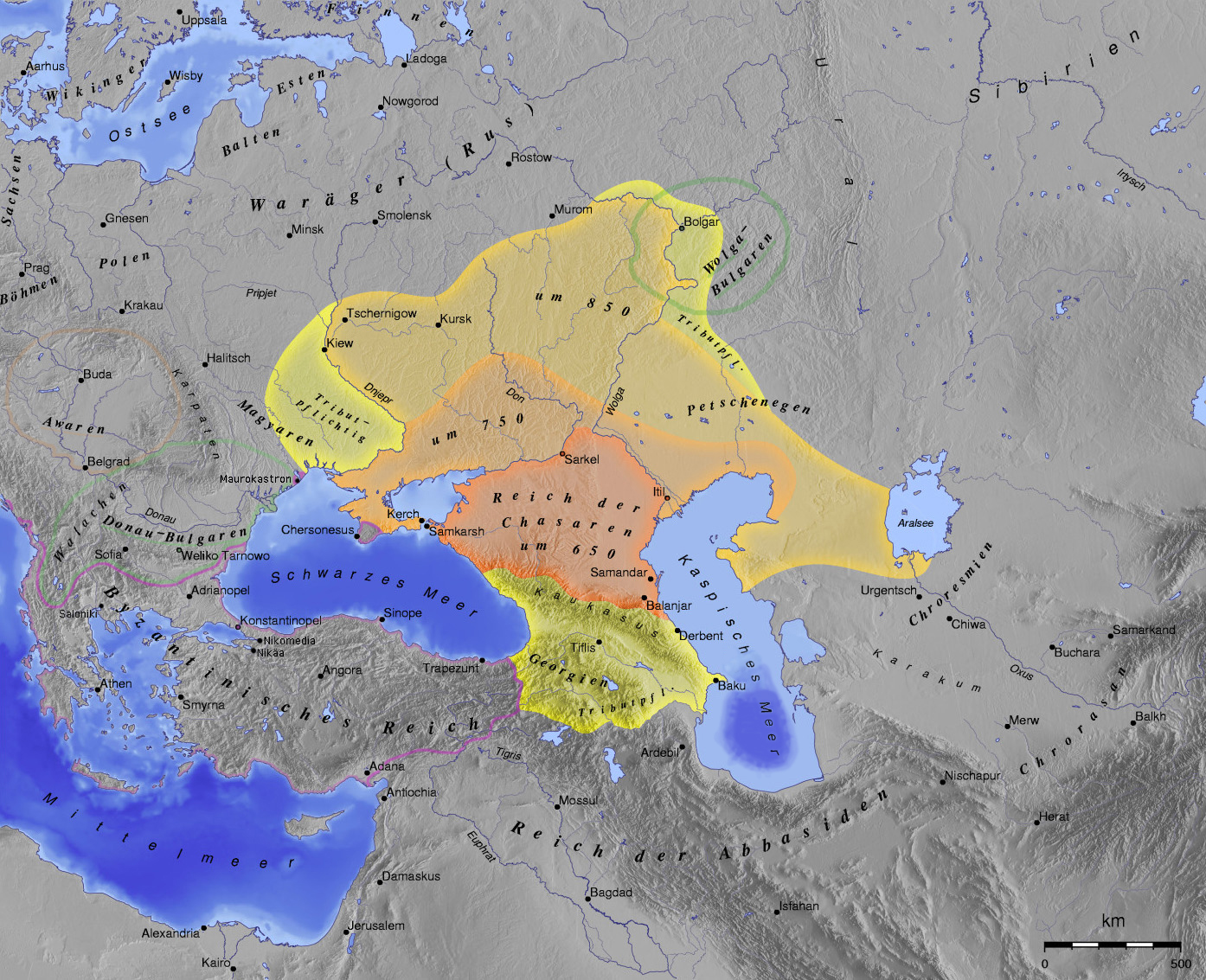
Extension de l'Empire khazar de 650 à son apogée en 850.

À partir du VIe siècle, les Göktürk (« Turcs célestes »), une confédération de tribus turques, principalement de religion chamanique tengriste commencent à leur tour leur expansion qui aboutit à la turquisation des oasis du Xinjiang et du nord de l'Amou-Daria. Des peuples de langue indo-européenne, comme les Tokhariens du bassin du Tarim, sont absorbés à partir du IXe siècle par les Turcs du Khaganat ouïghour fuyant d'autres Turcs, les Kirghizes, venus des sources de l'Ienisseï. À partir du Xe siècle, l'empire perse des Samanides commence à perdre le contrôle de la Transoxiane, peuplée notamment par un peuple de langue iranienne, les Sogdiens, qui seront progressivement turquisés. Mahmoud de Kachgar écrira au XIe siècle que les Sogdiens de Balasagun, Ispidzhab et Otrar ressemblaient aux Turcs et avaient pris leurs coutumes. La turquisation se poursuivra dans l'actuel Xinjiang avec la destruction en 1006 du royaume bouddhiste de Khotan par les Karakhanides (840-1212), des Turcs convertis pour la première fois à l'islam sous le règne de Sultan Satuq Bughra Khan (règne, 920-955), également appelé Satuq Bughra Qara-Khan 'Abd al-Karim.

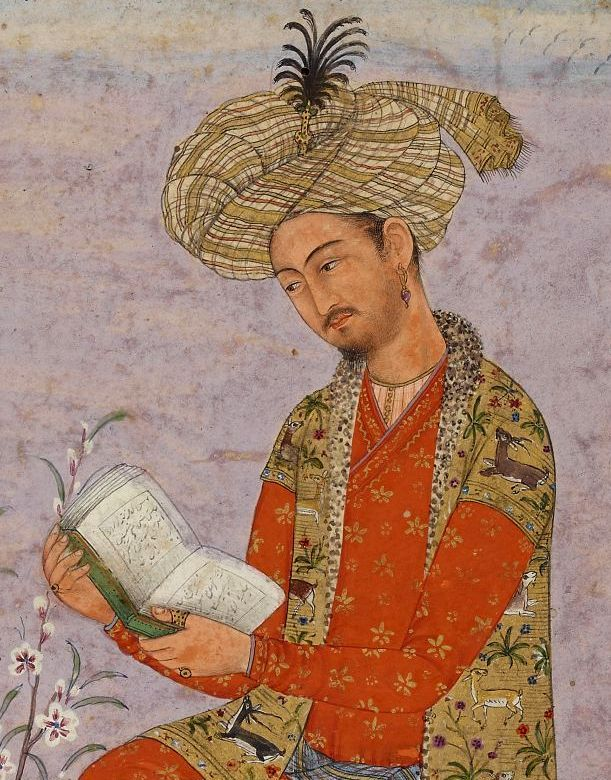
Babur, conquérant turc de l'Inde et fondateur de l'Empire moghol, était issu d'une famille mongole turquisée.

Plus à l'ouest, la création au VIIe siècle de l'Empire des Khazars, fondé entre la mer Caspienne et la mer Noire par une nouvelle confédération de tribus sous commandement turc, accélérera le processus de turcisation de la steppe pontique.
À partir du IXe siècle, au contact des Iraniens et des Arabes du califat abbasside (qui recrute de nombreux mercenaires turcs), les tribus turques commencent à se convertir à l'islam ; la turcisation s'accompagnera dès lors d'un phénomène d'islamisation de l'Asie centrale.
Au XIIIe siècle, l'irruption des armées mongoles de Gengis Khan provoquera un nouvel afflux des tribus turques vers l'ouest : progressivement, le Khwarezm, la Transoxiane, les terres iraniennes, irakiennes et même égyptiennes, seront touchés par les migrations de peuplement turc. La domination des Mongols de la Horde d'Or sur l'Asie centrale ne mettra pas un terme à la turquisation et à l'islamisation de la région car les troupes mongoles comptaient parmi elles de nombreuses tribus turques et les dirigeants de la Horde ne tarderont pas à se turquifier et à s'islamiser ; le célèbre chef de guerre turco-mongol Tamerlan était lui-même issu d'une famille mongole turquisée et islamisée.
Entre le XIVe et le XVIe siècle, une partie de la Transcaucasie sera dominée par deux grandes fédérations turkmènes rivales, les « Moutons Noirs » (Qara Qoyunlu), chiites, et les « Moutons Blancs » (Aq Qoyunlu), sunnites. La domination turkmène entraînera notamment la turquisation des populations iraniennes de l'actuel Azerbaïdjan.
À partir du XVe siècle, la turquisation et l'islamisation de l'Asie centrale s'amplifiera avec la création dans la région de nouveaux États turcs musulmans : le Khanat de Kazan, fondé par les Tatars en 1438, celui fondé par les Kazakhs en 1456, et enfin le Khanat de Khiva, fondé par les Ouzbeks en 1511.

### Turquisation en Asie Mineure
La turquisation de l'Asie Mineure, commencée au XIe siècle, va durer plus de neuf siècles et n'est pas encore achevée.

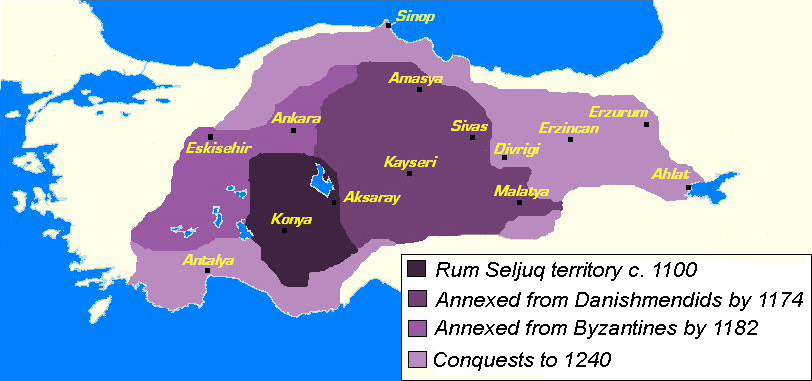
Expansion du sultanat de Roum de 1100 à 1240.

Il est difficile de préciser le nombre de Turcs qui se sont installés en Anatolie. Selon l'historien Claude Cahen, ils n'auraient pas été plus que 200 000 ou 300 000, une estimation trop faible pour le turcologue Jean-Paul Roux.
Le peuplement de l'Asie Mineure par les Turcs Oghouzes s'est fait à travers deux grandes vagues migratoires : celle qui suivit la bataille de Manzikert en 1071, où les Seldjoukides mettent en déroute l'armée byzantine, et celle provoquée aux XIIe et XIIIe siècles par l'expansion mongole.
Au début de la domination seldjoukide, les Turcs laissèrent les villes aux anciens habitants et continuaient à vivre en nomades, sous des tentes, dans les campagnes voisines, avec leurs troupeaux, se retirant pendant l'été dans les pays les plus septentrionaux et, pendant l'hiver, revenant dans ceux du Midi. La turquisation de la population anatolienne débutera véritablement sous le règne d'Osman Ier (1299-1326), fondateur de l'Empire ottoman lors de la deuxième vague des migrations turques en Asie Mineure.
La turquisation assez rapide de l'Anatolie orientale et centrale, et la disparition quasi totale de l'hellénisme (qui touchait surtout les élites), n'a pas été causée par une invasion massive des Turcs et l'extermination des indigènes hellénisés, mais par des conversions à l'islam (l'égalitarisme entre musulmans hommes que prône l'islam et les avantages fiscaux liés auraient surtout séduit la paysannerie anatolienne, largement inculte et opprimée par le pouvoir byzantin). Les populations locales ont été turquisées sous l'influence d'un petit nombre d'envahisseurs nomades qui constituaient une élite militaire dominante. À partir de la fin du XIIe siècle, les chroniqueurs occidentaux commenceront à employer le terme Turchia (« pays des Turcs ») pour désigner l'Anatolie, tandis que les Seldjoukides continueront à parler de « pays des Romains (c.-à-d. des Byzantins) » (Rum).

### Empire ottoman
À l'apogée de l'Empire ottoman, entre le règne de Soliman le Magnifique (1520–1566) et l'échec du siège de Vienne (1683), la majorité des hauts fonctionnaires ottomans et les janissaires sont des « turquisés » d'origine balkanique chrétienne, arrachés dans leur enfance à leurs familles puis islamisés et turquisés en Anatolie.

Composition ethnique de l'Asie Mineure à la fin de l'époque ottomane (1910).

Au début du XXe siècle, l'Empire ottoman est un État multiethnique et multiconfessionnel regroupant des populations très diverses. Le système du millet a laissé perdurer toutes les populations non turques dans une relative autonomie. Si l'islamisation a touché dans l'empire des populations très diverses (Slaves, Albanais, Grecs (en), Caucasiens, Arméniens, Roms (en), etc.), elle fut rarement synonyme de turquisation et, en dehors de l'actuelle Turquie, les Turcs ethniques sont souvent minoritaires.
Un recensement entrepris par l'État ottoman en 1906 révèle que la population de l'Empire est de 33 millions d'habitants, dont 21 millions en Anatolie, répartis entre 8 millions de Turcs, 5 millions d'Arabes, 2,5 millions de Slaves, 2 millions d'Arméniens, 1,5 million de Grecs, 1 million d'Albanais et 1 million de Kurdes.
En 1908, la révolution des Jeunes-Turcs, parti politique nationaliste et réformateur ottoman, dépose le Sultan Abdülhamid II et engage une violente politique de turquisation qui provoquera une série de révoltes dans les Balkans, notamment en Albanie et en Macédoine (où les paysans chrétiens furent expulsés et remplacés par des colons musulmans venus de Bosnie), et au Moyen-Orient (insurrection druze dans le Hauran, révoltes arabes…). Plusieurs pays des Balkans (où la population est majoritairement chrétienne) constitueront en 1912 une ligue pour contrer la turquification et l'islamisation de la région, avec l'appui de la Russie qui cherche à prendre pied dans les détroits (Bosphore et Dardanelles). La Bulgarie, la Grèce, le Monténégro et la Serbie s'uniront face à ce qui représente pour eux un danger commun et le 13 octobre 1912, adresseront un ultimatum à l'Empire ottoman avant d'entrer en guerre cinq jours plus tard : ce sera le début des guerres balkaniques.

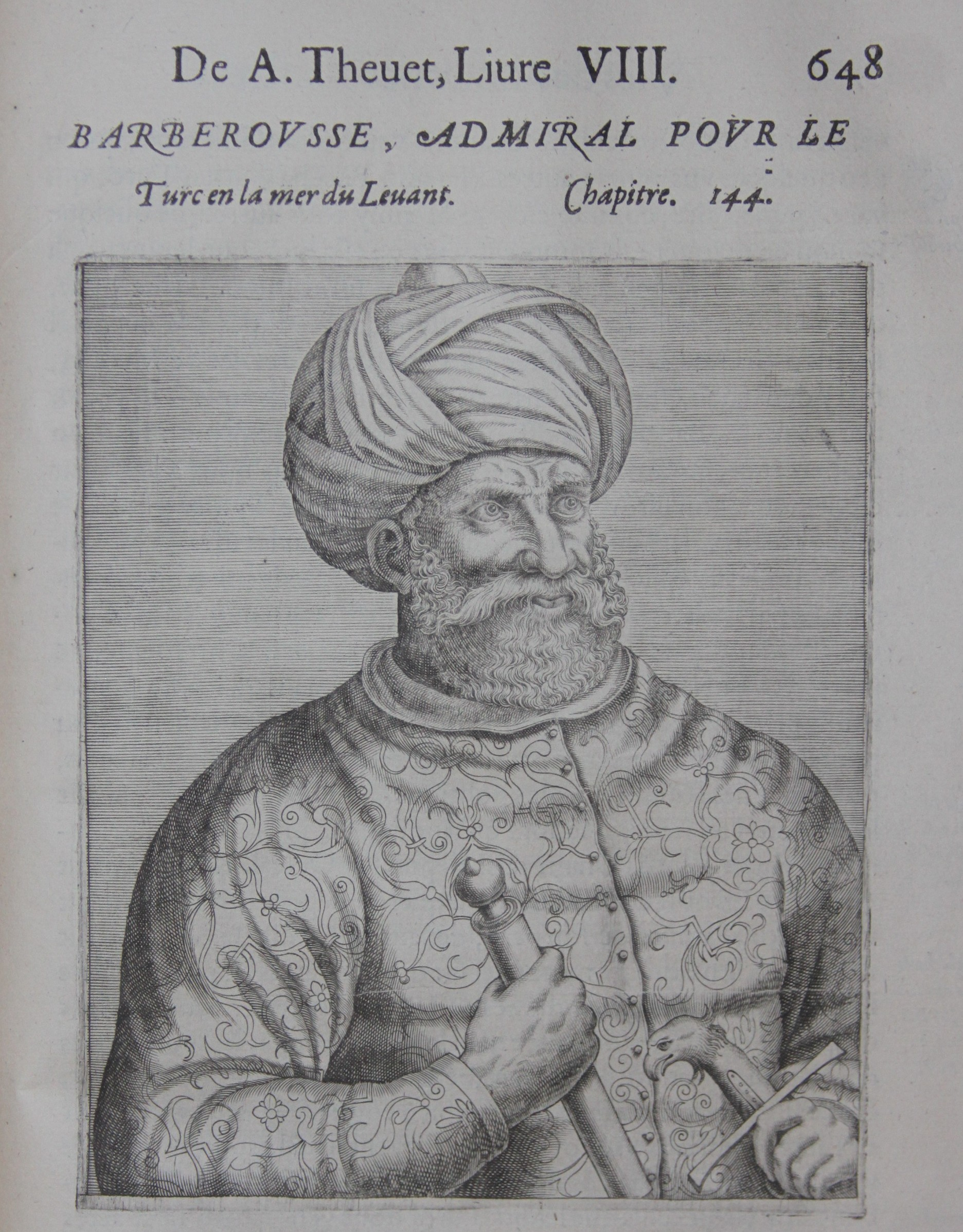
Khayr ad-Din « Barberousse », célèbre corsaire ottoman, né à Mytilène sur l'île de Lesbos en Grèce, d'une mère grecque chrétienne et d'un père peut-être originaire d'Albanie.
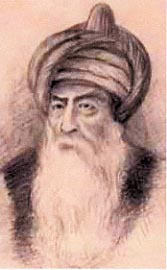
Mimar Sinan, architecte ottoman d'origine arménienne.
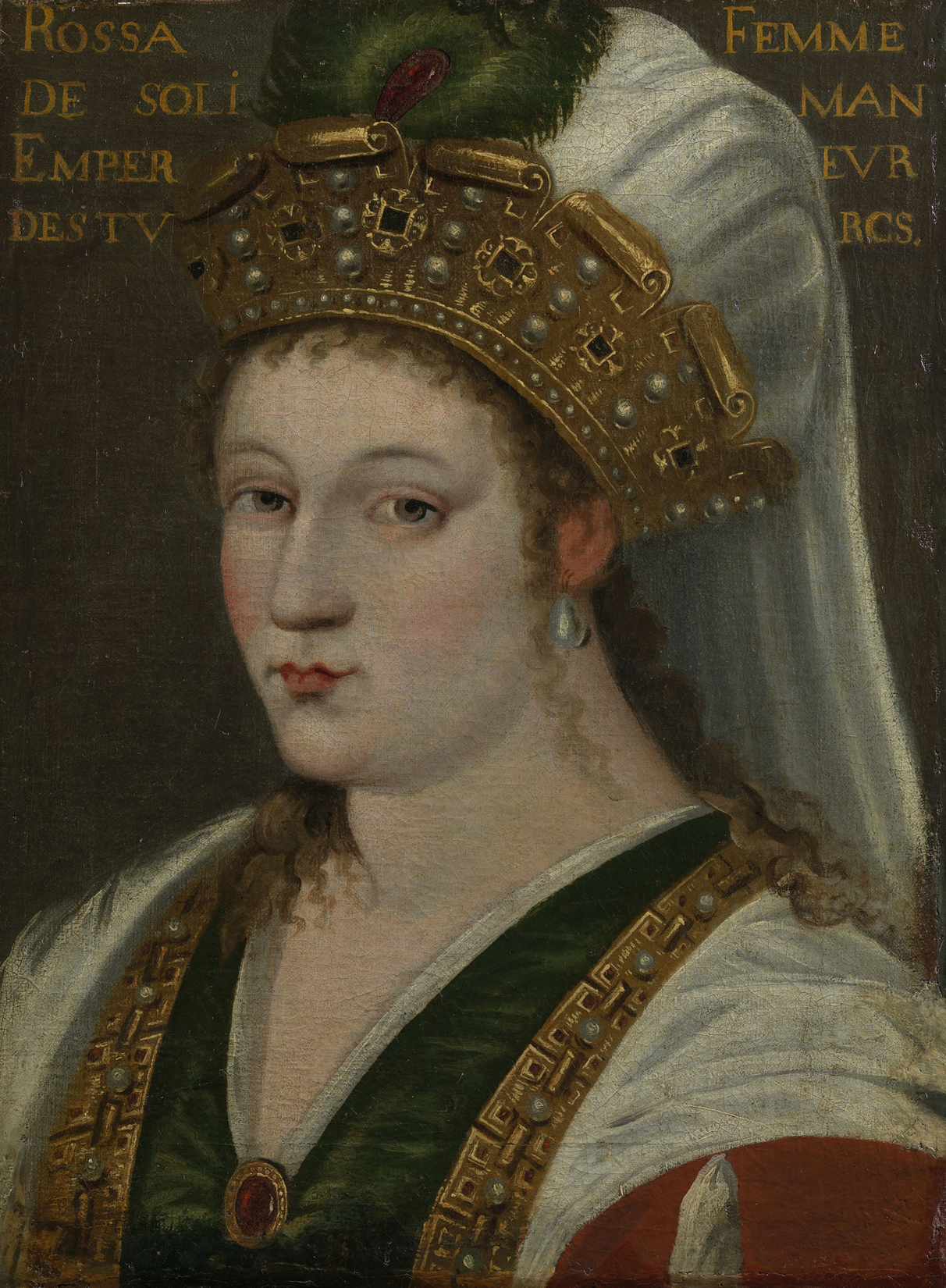
Roxelane, captive d'origine slave (ruthénienne) chrétienne devenue l'épouse de Soliman le Magnifique.
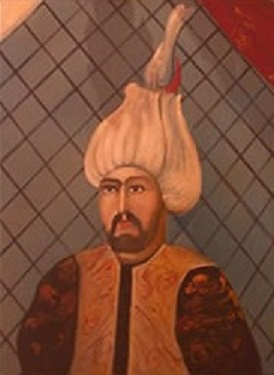
Sokollu Mehmet Pacha, Grand vizir de l'Empire ottoman, né dans une famille slave chrétienne de Bosnie.
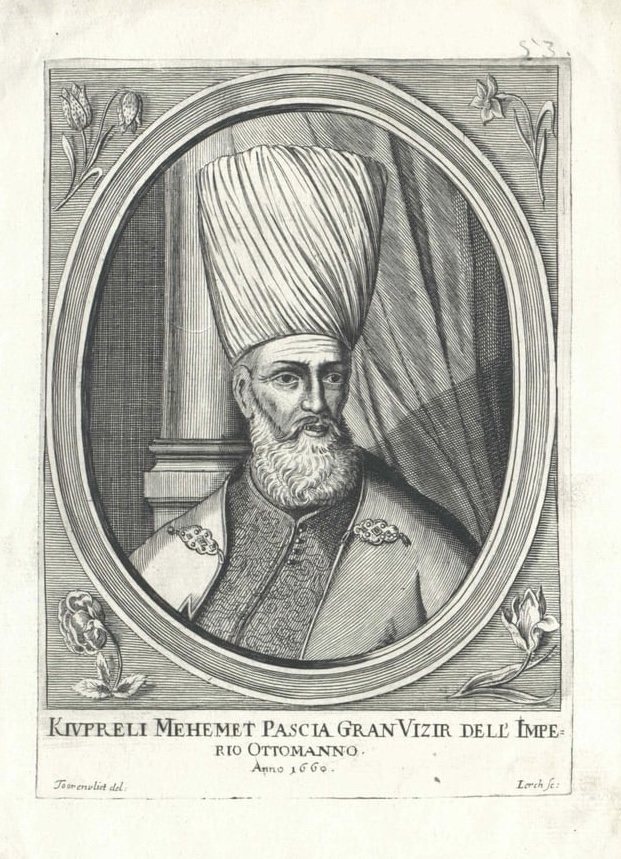
Mehmet Köprülü, Grand vizir de l'Empire ottoman, né dans une famille albanaise chrétienne de Berat.
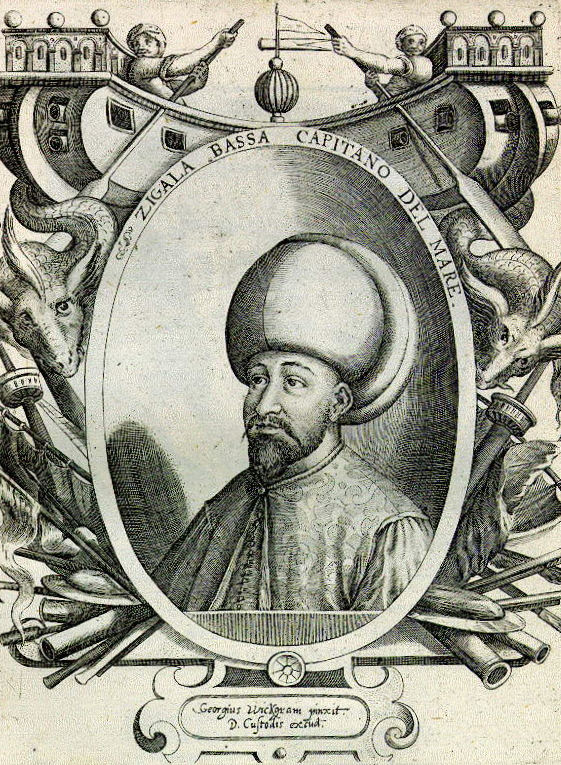
Cığalazade Yusuf Sinan Pasha, Grand vizir et Capitan pacha de la flotte ottomane, né en Italie.
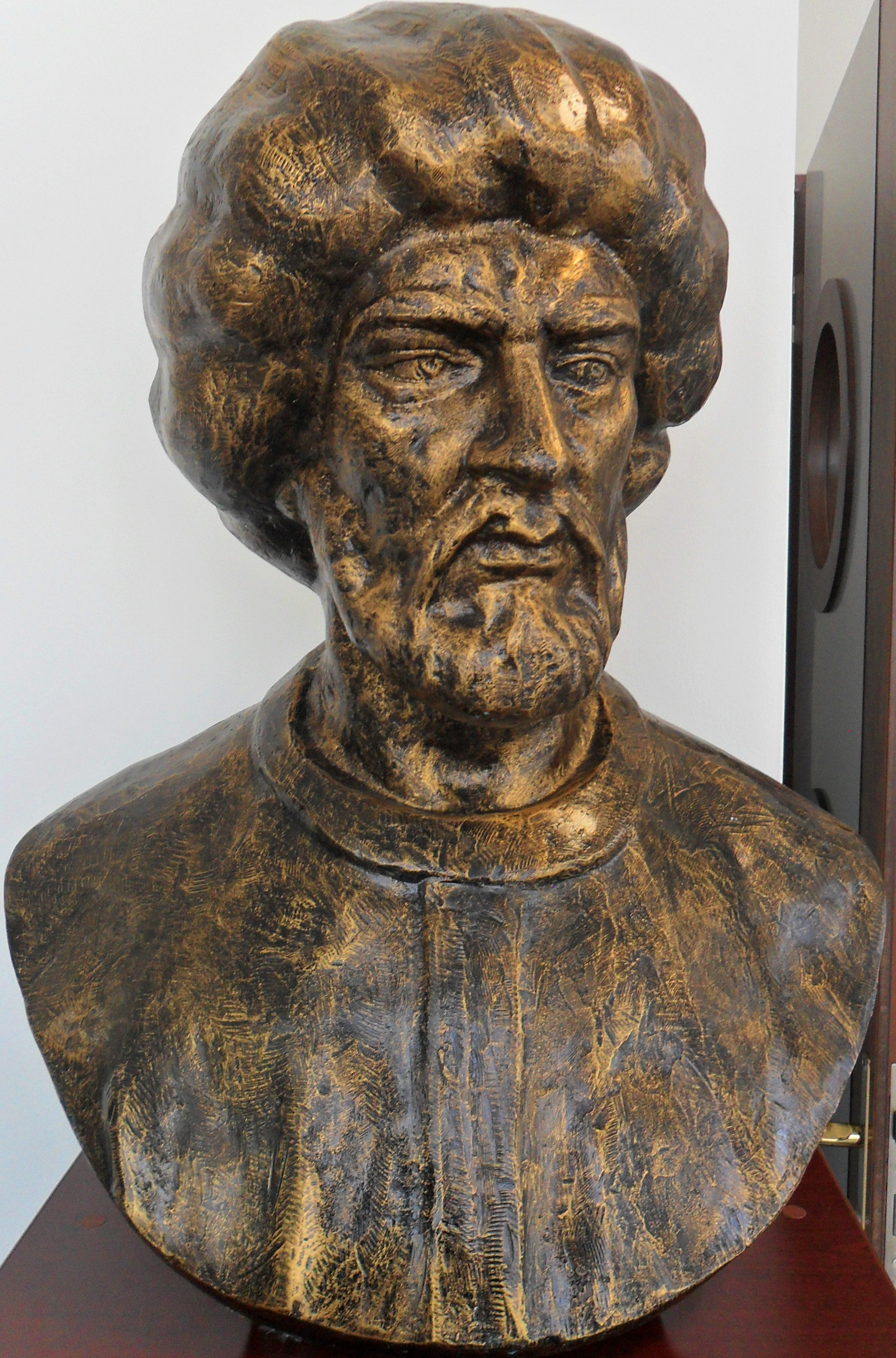
Hüseyin Pacha « Mezzomorto », renégat chrétien, ancien corsaire barbaresque devenu Capitan pacha de la flotte ottomane, peut-être originaire de Majorque dans les Baléares.
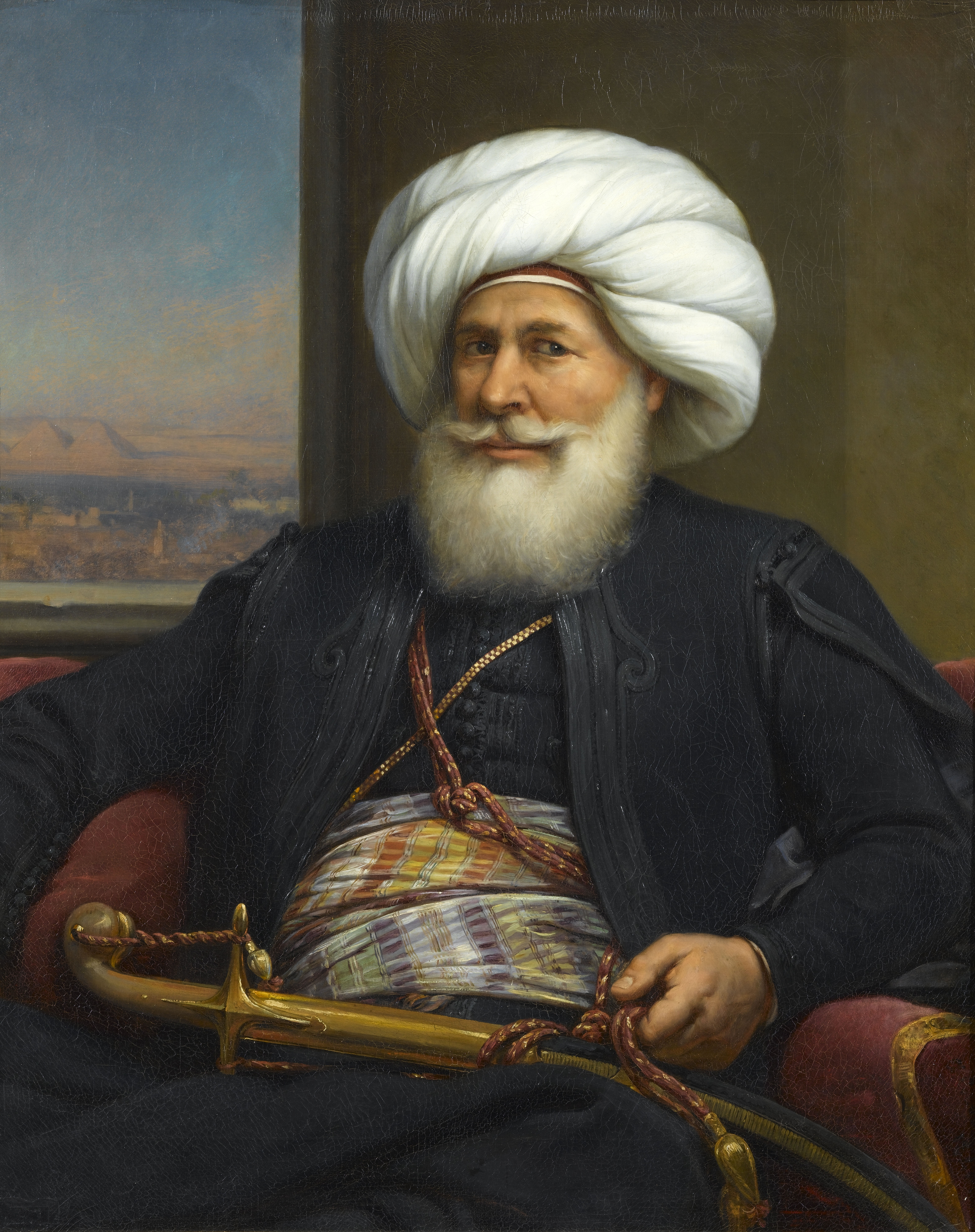
Méhémet Ali, officier ottoman d'origine albanaise devenu vice-roi d'Égypte.
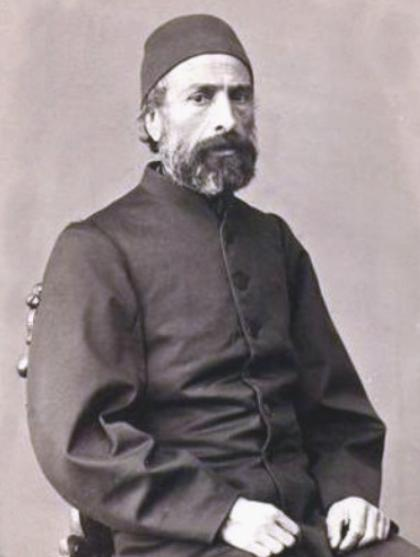
Ibrahim Edhem Pasha (en), Grand vizir de l'Empire ottoman, né à Chios en Grèce dans une famille grecque orthodoxe.
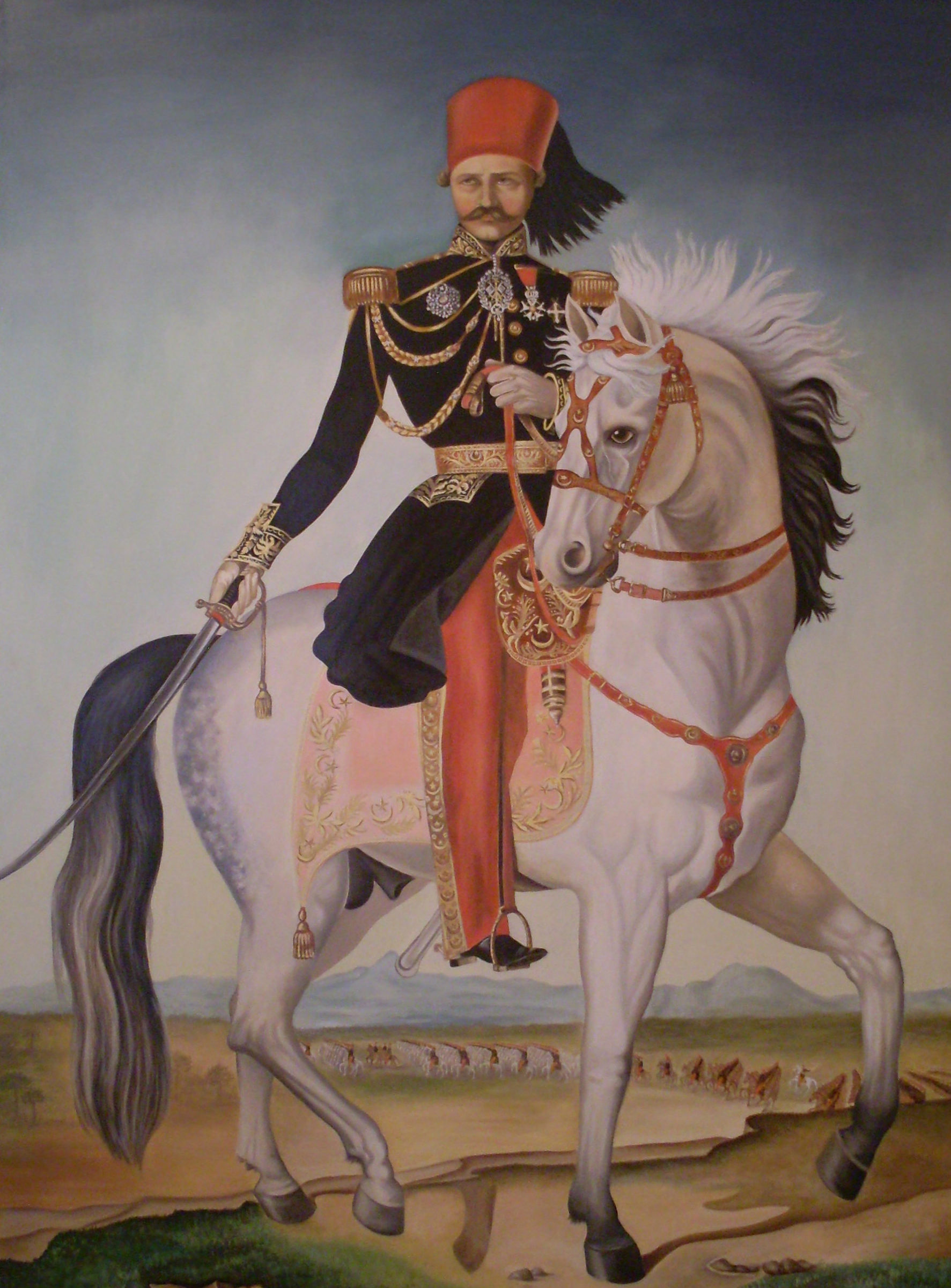
Kheireddine Pacha, homme politique ottoman d'origine circassienne qui deviendra Grand vizir de la Régence de Tunis puis de l'Empire ottoman.
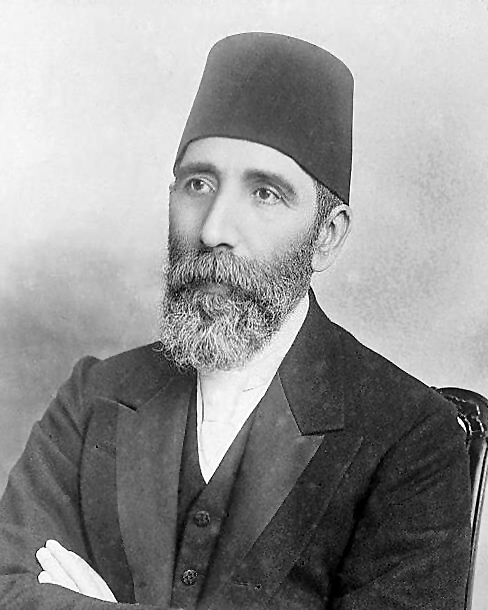
Hüseyin Hilmi Pacha, homme d'état ottoman, deux fois Grand vizir, né à Lesbos en Grèce dans une famille d'origine grecque convertie à l'islam.
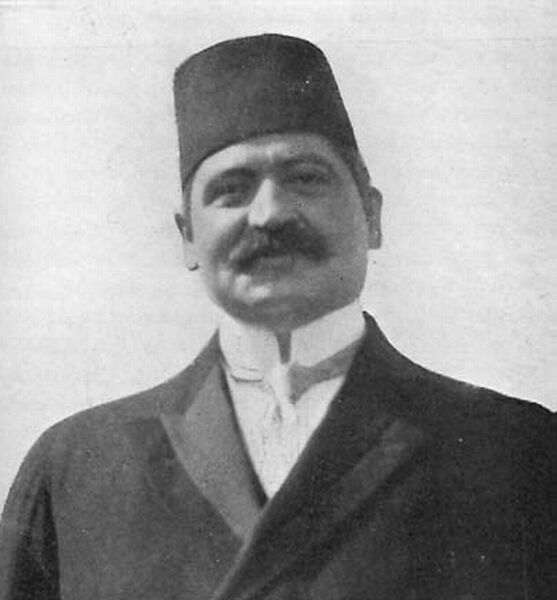
Talaat Pacha, homme d'État ottoman, Grand vizir et membre principal de la Sublime Porte, un des chefs des Jeunes-Turcs et premier Grand Maître de la Franc-maçonnerie turque, né dans une famille turco-pomaque de Bulgarie.
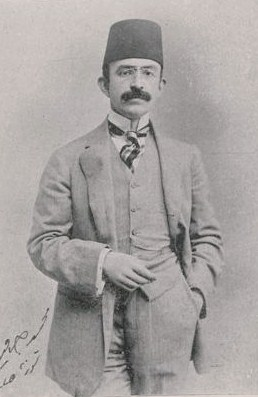
Mehmet Cavit Bey, personnalité politique ottomane, membre des Jeunes-Turcs, issu d'une famille juive turquisée convertie à l'islam au XVIIe siècle.
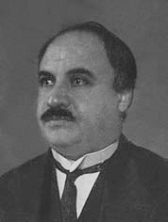
Ziya Gökalp, sociologue, écrivain, poète et nationaliste turc, promoteur du « pantouranisme », né dans une famille d'origine zaza.
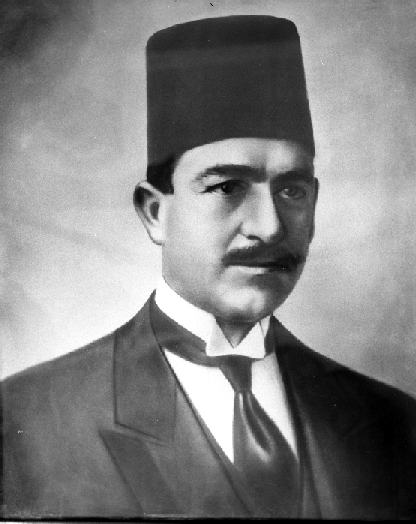
Rauf Orbay, officier de la marine ottomane, capitaine du cuirassé Hamidiye durant les guerres balkaniques, né dans une famille d'origine abkhaze.
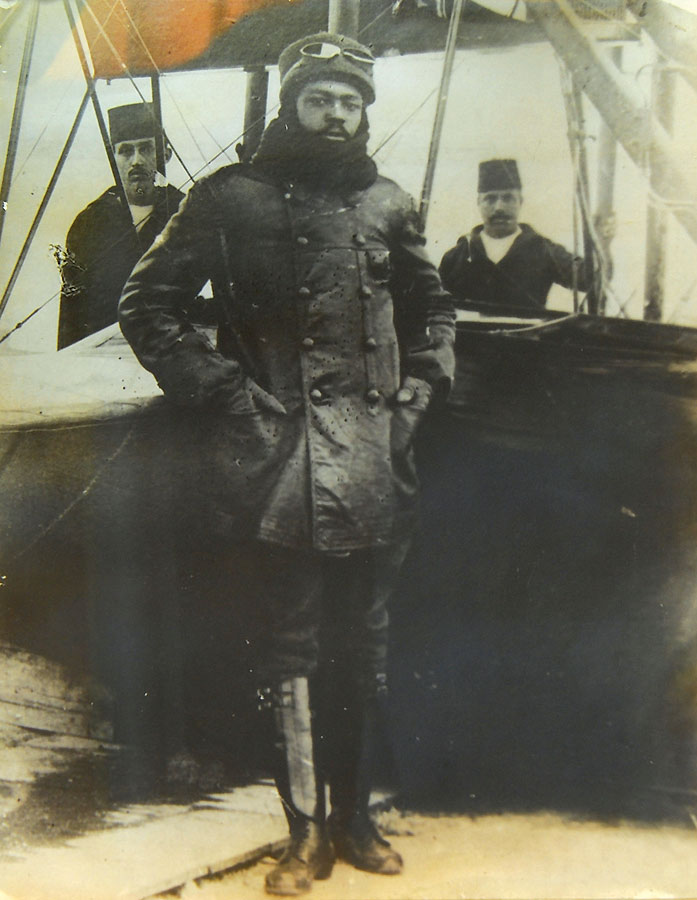
Ahmet Ali Çelikten, aviateur ottoman, petit-fils d'une esclave noire affranchie.

### République turque
Dès la proclamation de la république de Turquie, le 29 octobre 1923, son fondateur et premier président Mustafa Kemal Atatürk lance une politique de turquisation en vue d'édifier un État-nation turc, à l'opposé de la société ottomane multiethnique.
Lors de l'arrivée au pouvoir des Kémalistes en 1923, la bourgeoisie turque est inexistante et l'économie est l'apanage des minorités chrétiennes et juives. Le premier recensement industriel ottoman (Sanayi Tahriri de 1913-1915) avait en effet indiqué que le capital industriel était détenu à environ 50 % par les Grecs, 20 % par les Arméniens, 5 % par les Juifs, 20 % par les Occidentaux. Voulant turquiser l'économie, Atatürk souhaite créer une classe d'entrepreneurs turcs et mise sur le dynamisme de ses compatriotes (« Combien avons nous de millionnaires ? Aucun ! Par conséquent nous ne sommes pas ennemis de ceux qui ont de l'argent. Au contraire. Nous allons nous efforcer de créer dans notre pays plusieurs millionnaires, même plusieurs milliardaires »). Les Jeunes Turcs s'étaient déjà efforcé de développer une économie nationale édifiée à la fois contre les minorités non musulmanes de l'Empire et contre la domination européenne.
Les Kémalistes mènent une politique linguicide, proscrivant l'usage en public de toute autre langue que le turc. En 1924, Atatürk parle des non-turcophones comme d'ennemis potentiels de la Nation. En 1925, le Premier ministre Ismet Inönü déclare à un diplomate britannique : « Nous sommes franchement nationalistes [...] et, devant la majorité turque, les autres éléments n'ont aucune sorte d'influence. Nous devons à tout prix turquiser les habitants de notre pays. Nous allons annihiler ceux qui s'opposent à la turquisation. ».
En 1929, la turquisation entraîne l'abolition de l'enseignement de l'arabe et du persan dans l'enseignement secondaire.
Les autorités turques interdisent également la langue et les noms de famille kurdes ; le mot « kurde » lui-même est interdit et les Kurdes sont désignés par l'expression « Turcs des montagnes » (Dağ Türkleri) ou « Turcs montagnards » (Türk dağcılar), niant de ce fait l'identité kurde. Les noms des villes et des villages kurdes sont turquisés et le mot Kurdistan est aussi banni et remplacé par Güney Dogu (« Sud-Est [de l'Anatolie] ») puis, en 1941, par « Région de l'Anatolie du Sud-Est » (en turc : Güneydoğu Anadolu bölgesi), lors de la division de la Turquie en sept régions géographiques. En 1932, le Parlement turc promulgue une loi de déportation et de dispersion des Kurdes (5 mai 1932) ; cette loi vise la déportation massive des Kurdes vers l'Anatolie centrale et l'implantation, dans les territoires kurdes, d'immigrés turcophones originaires des Balkans afin d'accélérer la turquisation du Kurdistan turc.
En 1934, lorsqu'est adoptée une loi obligeant toutes les personnes résidant dans le territoire national à adopter un nom de famille, les minorités non-turques (Assyriens, Grecs, Arméniens, Kurdes, Arabes, Circassiens, etc.), sont obligées d'adopter un nom de famille turc.
La turquisation passe aussi par une réécriture de l'histoire. Les Kémalistes s'efforcèrent de faire remonter l'origine turque de l'Anatolie à plusieurs millénaires : ainsi, l'Institut turc de l'Histoire (Türk Tarih Kurumu) et l'Institut turc de la Langue (Türk Dil Kurumu), fondés respectivement en 1931 et 1932, déclarèrent la « turcité » de toutes les civilisations anatoliennes et mésopotamiennes (civilisation hittite, civilisation de Sumer…). Dans le premier manuel d'histoire de l'époque kémaliste, paru en 1931, certains peuples et personnages historiques sont turquifiés : ainsi, les Alains et les Berbères feraient partie de la grande famille turque, et l'un des principaux acteurs de la conquête musulmane de l'Espagne, Tariq ibn Ziyad, est qualifié de « Turc » dans un chapitre intitulé « Un Turc en Espagne » (« Ce héros, fils d'un converti nommé Ziyat, devenu célèbre sous le nom de Tarik [Tarık], est un Turc »).
Dans le domaine religieux, l'appel à la prière, jusque-là prononcée en langue arabe, est à son tour turquifié, malgré l'opposition véhémente des milieux religieux. Le 22 janvier 1932, le Coran sera récité pour la première fois en langue turque dans une mosquée d'Istanbul.
Sous le président Cevdet Sunay (1966-1973), une turquisation des enclaves turques de Chypre est enclenchée ; les noms de villages, pour la plupart des toponymes grecs faisant appel à tous les saints du calendrier orthodoxe, sont remplacés par de nouveaux noms turcs. Dans les années 1990, la turquisation des anciens toponymes grecs se généralisera. Après l'« Opération Attila (1974) » et la proclamation de la république turque de Chypre du Nord (1983), le gouvernement d'Ankara poursuivra la turquification (ou « anatolisation ») de la partie turque de l'île en recrutant des paysans anatoliens pour venir peupler les villages grecs abandonnés ; depuis 1974, plus de 100 000 colons turcs d'Anatolie ont été installés à Chypre. L'arrivée de ces Turcs (dont les coutumes et traditions diffèrent notablement de celles de Chypre), venus des régions les moins développées de Turquie (notamment d'Anatolie centrale et des bords de la mer Noire), provoquera dans un premier temps le mécontentement de la population chypriote turque autochtone qui aura tendance à les considérer comme des éléments étrangers.

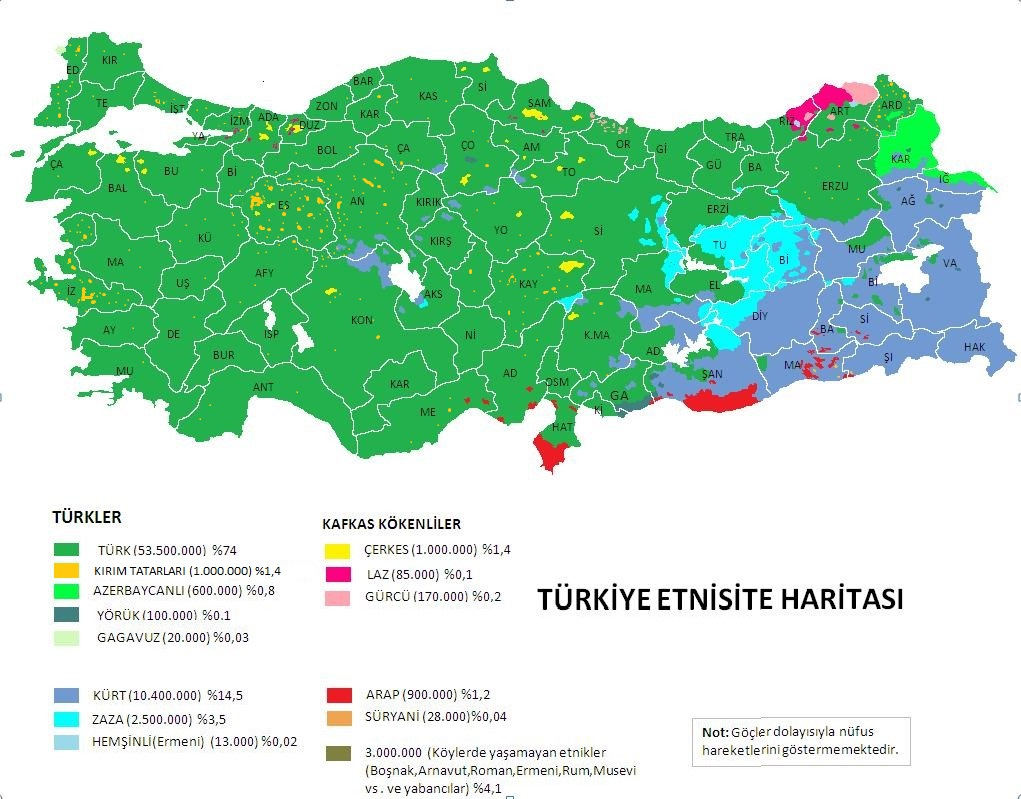
Carte ethnique de la Turquie (2008-2009).

Au début des années 2000, une nouvelle vague de turquification de toponymes non turcs comme ceux des sites archéologiques d'Aspendos, de Zeugma ou d'Ani, décidé par l'administration turque, provoque une levée de boucliers des intellectuels libéraux.
La turquisation provoque également le renommage de certaines espèces animales. En 2005, le ministère turc de l'environnement annonce que les noms d'animaux faisant référence au Kurdistan et à l'Arménie seraient modifiés. Ainsi, pour le renard roux, le nom scientifique (latin) sera « Vulpes vulpes » au lieu de Vulpes vulpes kurdistanica, le mouflon s'appellera « Ovis orientalis anatolicus » et non plus Ovis armeniana, et le chevreuil « Capreolus capreolus capreolus » au lieu de Capreolus capreolus armenius. Selon le Turkish Daily News, le ministère a déclaré que les noms originaux avaient été délibérément choisis pour constituer une menace contre l'État unitaire turc. Les modifications de ces noms s'inscrivent donc dans la lutte des autorités turques contre le « séparatisme ».

### Identité ethnonationale
(mai 2024).
Quand la moderne république de Turquie a été fondée en 1923, le nationalisme et le laïcisme étaient deux des principes fondateurs. Mustafa Kemal Atatürk, le leader des premières années de la République, visait à créer un État-nation (turc : Ulus) à partir des restes turcs de l'Empire ottoman. Le ministère de l'Éducation nationale de Turquie en 2008 définit le « peuple turc » comme « ceux qui protègent et promeuvent les valeurs morales, spirituelles, culturelles et humanistes de la nation turque ». Un des objectifs de l'établissement du nouvel État turc était d'assurer « la domination de l'identité ethnique turque dans chaque aspect de la vie sociale, de la langue que les gens parlent dans les rues à la langue enseignée dans les écoles, de l'éducation à la vie industrielle, du commerce aux cadres des fonctionnaires d'État, du droit civil au peuplement des citoyens dans des régions particulières ». En 2008, Vecdi Gönül, alors ministre de la Défense de Turquie, fait remarquer en défendant les actions de Mustafa Kemal Atatürk concernant la turquification de l'Anatolie : « La Turquie pourrait-elle être le même pays national si la communauté grecque vivait encore en Égée ou les Arméniens vivaient dans de nombreuses parties de la Turquie ? »
Le processus d'unification par la turquification s'est poursuivi dans la Turquie moderne avec des politiques telles que :
- Selon l'Art. 12 de la Constitution turque de 1924, les citoyens qui ne pouvaient ni parler ni lire le turc n'étaient pas autorisés à devenir membres du parlement[50].

- Une loi de décembre 1925 exigeait que les vêtements portés par les employés de toutes les entreprises soient de production turque[51].

- Un Rapport pour la réforme de l'Est a été publié en septembre 1925 selon lequel les langues non turques devaient être interdites[52],[53].

- Le 18 mars 1926, une loi sur les fonctionnaires est entrée en vigueur, qui permettait uniquement aux Turcs de devenir fonctionnaires et excluait explicitement les Arméniens et les Grecs de devenir tels.[54]
- Le 28 mai 1927, il a été décidé que la correspondance commerciale doit être en langue turque, et les compagnies d'assurance étrangères doivent employer des Turcs, à l'exception du directeur et du directeur adjoint[51].

- La loi 1164 de septembre 1927[55] a permis la création de régions administratives régionales appelées Inspecteurs généraux (turc : Umumi Müfettişlikler), où des politiques étendues de turquification ont été appliquées.[56] Les Inspecteurs Généraux ont existé jusqu'en 1952[57].
- Citoyen, parle turc ! (Turc : Vatandaş Türkçe konuş!) – Une initiative créée par des étudiants en droit mais sponsorisée par le gouvernement turc qui visait à mettre la pression sur les non-turcophones pour parler turc en public dans les années 1930.[58][59],[60] Dans certaines municipalités, des amendes étaient infligées à ceux qui parlaient une langue autre que le turc[61],[62],[63],[64].
- La loi 2007 du 11 juin 1932 réservait un grand nombre de professions telles qu'avocat, ouvrier du bâtiment, artisan, coiffeur, messager, etc. aux citoyens turcs et interdisait également aux étrangers d'ouvrir des magasins dans les zones rurales. Les Grecs étaient les plus touchés par la loi[65],[66].
- Loi de réinstallation de 1934 (également connue sous le nom de loi no 2510) – Une politique adoptée par le gouvernement turc qui établissait les principes de base de l'immigration[67]. La loi a été promulguée pour imposer une politique d'assimilation forcée des minorités non turques par un réaménagement forcé et collectif.[68]
- Loi sur les noms de famille – La loi sur les noms de famille interdisait certains noms de famille contenant des connotations de cultures étrangères, nations, tribus et religions[59],[69],[70],[71]. En conséquence, de nombreux Arméniens, Grecs et Kurdes ethniques ont été forcés d'adopter des noms de famille à consonance turque[70]. Les noms se terminant par « yan, of, ef, viç, is, dis, poulos, aki, zade, shvili, madumu, veled, bin » (noms qui dénotent des origines arméniennes, russes, grecques, albanaises, arabes, géorgiennes, kurdes et autres) ne pouvaient pas être enregistrés, et ils devaient être remplacés par « -oğlu »[72].
- À partir de 1932, il a été mis en œuvre par la Diyanet que l'Adhan et la Salah doivent être appelés en turc. Les imams qui prononçaient l'Adhan en arabe étaient poursuivis selon l'article 526 du Code pénal turc pour « opposition au commandement des officiels maintenant l'ordre public et la sécurité »[73]. En 1941, un nouveau paragraphe a été ajouté à l'article 526 du Code pénal turc et à partir de ce moment, les imams qui refusaient de prononcer l'Adhan en turc pouvaient être emprisonnés jusqu'à 3 mois ou être amendés de 10 à 300 livres turques.[74] Après que le Parti Démocrate a remporté les élections en 1950, le 17 juin 1950, il a été décidé que les prières pouvaient être prononcées en arabe à nouveau.[75]
- La conscription des bataillons de travail des 20 classes pendant les années 1941–1942. Seuls les non-musulmans, principalement les Juifs, les Grecs et les Arméniens, étaient conscrits pour travailler dans des conditions difficiles[76],[77]. *Varlık Vergisi (« Impôt sur la fortune » ou « Impôt sur le capital ») – Un impôt turc prélevé sur les citoyens aisés de Turquie en 1942, dans le but déclaré de lever des fonds pour la défense du pays en cas d'entrée éventuelle dans la Seconde Guerre mondiale. Ceux qui ont le plus souffert étaient les non-musulmans comme les Juifs, les Grecs, les Arméniens et les Levantins, qui contrôlaient une grande partie de l'économie[78]; les Arméniens étant les plus lourdement taxés[79]. Selon Klaus Kreiser, pour le président Inönü, l'objectif de l'impôt était d'évincer les étrangers qui contrôlent l'économie turque et de transférer l'économie aux Turcs[80]
- L'article 16 de la Loi sur la population de 1972 interdisait de donner aux nouveau-nés des noms contraires à la culture nationale[81].
- Changements de noms d'animaux en Turquie – Une initiative du gouvernement turc pour supprimer toute référence à l'Arménie et au Kurdistan dans les noms latins des animaux[82],[83],[84],[85],[86],[87],[88],[89].
- Propriétés arméniennes confisquées en Turquie – Une initiative des gouvernements ottoman et turc impliquant la saisie des actifs, propriétés et terres de la communauté arménienne de Turquie[90]. La politique est considérée comme une nationalisation et une turquification de l'économie du pays en éliminant la propriété des minorités non turques qui, dans ce cas, seraient de la communauté arménienne[91].
- Changements de noms géographiques en Turquie – Une initiative du gouvernement turc pour remplacer les noms géographiques et topographiques non turcs au sein de la République turque ou de l'Empire ottoman, par des noms turcs[92],[93],[94], dans le cadre d'une politique de turquification[95],[96].[97] Le principal promoteur de l'initiative a été une campagne turque d'ingénierie sociale d'homogénéisation visant à assimiler ou à éradiquer les noms géographiques ou topographiques considérés comme étrangers et divisant contre l'unité turque. Les noms considérés comme étrangers étaient généralement d'origine arménienne, grecque, laze, slave, kurde, assyrienne ou arabe[92],[94],[96].[97],[98] Par exemple, des mots tels que Arménie ont été interdits en 1880 dans la presse, les manuels scolaires et les établissements gouvernementaux et ont été remplacés par des mots comme Anatolie ou Kurdistan[99],[100],[101],[102],[103]. Les Assyriens ont augmenté leur protestation concernant la turquification forcée des villes et localités historiquement nommées en araméen et ils voient ce processus comme la poursuite du génocide culturel de leur identité et de leur histoire (dans le cadre de l'effacement plus large des cultures assyrienne, kurde et arménienne)[104],[105],[67].
- Article 301 (Code pénal turc) – Un article du Code pénal turc qui rend illégal d'insulter la Turquie, la nation turque ou les institutions gouvernementales turques. Il est entré en vigueur le 1er juin 2005, et a été introduit dans le cadre d'un paquet de réformes du droit pénal précédant l'ouverture des négociations pour l'adhésion turque à l'Union européenne (UE), afin de mettre la Turquie aux normes de l'Union[106],[107].
- La turquification était également répandue dans le système éducatif de la Turquie. Des mesures ont été adoptées rendant les cours de turc obligatoires dans les écoles minoritaires et rendant l'utilisation de la langue turque obligatoire dans les institutions économiques[108].

### Signification imprécise deTürk
(mai 2024).
L'élite ottomane s'identifiait comme Ottomans, et non comme Turcs, car le terme était principalement associé aux Turkmènes,,. Les Ottomans, comme les peuples turciques d'Asie centrale, s'identifiaient d'abord par leur ascendance tribale et considéraient ensuite les divers peuples sous leur domination dynastique (devlet) comme faisant partie d'une civilisation unique, tout en voyant les autres peuples turciques comme plus étrangers ; voyant qu'ils revendiquaient une ascendance Kayi à travers la maison d'Osman, la notion moderne de « turc » comme une étiquette interethnique unique ne serait pas communicable.
À la fin du 19e siècle, alors que « Turc » était encore un terme péjoratif pour les pauvres fermiers et pastoralistes yoruk-turcoman d'origines viles, les idées européennes de nationalisme furent adoptées par l'élite ottomane, et lorsque les locuteurs turcs d'Anatolie se révélèrent être les partisans les plus loyaux de la règle ottomane, le terme Türk prit une connotation beaucoup plus positive.
L'imprécision de l'appellation Türk peut également être observée avec d'autres noms ethniques, comme Kürt, qui est souvent appliqué par les Anatoliens occidentaux à quiconque à l'est d'Adana, même ceux qui parlent uniquement turc.
Ainsi, la catégorie Türk, comme d'autres catégories ethniques populairement utilisées en Turquie, n'a pas une utilisation uniforme. Ces dernières années, les politiciens turcs centristes ont tenté de redéfinir cette catégorie de manière plus multiculturelle, soulignant qu'un Türk est toute personne qui est citoyenne de la république de Turquie. Après 1982, l'article 66 de la Constitution turque définit un « Turc » comme toute personne qui est « liée à l'État turc par le lien de citoyenneté ».

### Tests génétiques
(mai 2024).
La population de l'Asie Mineure (Anatolie) et des Balkans y compris la Grèce était estimée à 10,7 millions en 600 après J.-C., tandis que l'Asie Mineure comptait probablement environ 8 millions au début du Moyen Âge (950 à 1348 après J.-C.). La population estimée pour l'Asie Mineure vers 1204 après J.-C. était de 6 millions, dont 3 millions sur le territoire seldjoukide. La variation génomique turque, ainsi que celle de plusieurs autres populations d'Asie occidentale, ressemble le plus à la variation génomique des populations d'Europe du Sud comme les Italiens du sud.
Les données d'ADN ancien – couvrant les périodes paléolithique, néolithique et âge du bronze – ont montré que les génomes d'Asie occidentale, y compris turcs, ont été grandement influencés par les premières populations agricoles de la région ; les mouvements de population ultérieurs, tels que ceux des locuteurs turciques, ont également contribué. La première et unique étude (en 2017) de séquençage complet du génome en Turquie a été réalisée en 2014. De plus, la variation génétique de diverses populations d'Asie centrale « a été mal caractérisée » ; les populations d'Asie occidentale peuvent également être « étroitement liées aux populations de l'est ».
Une revue antérieure de 2011 avait suggéré que « des événements de migration ponctuelle à petite échelle » ont provoqué des changements de langue et de culture « parmi les habitants autochtones diversifiés de l'Anatolie », ce qui explique le profil des populations anatoliennes aujourd'hui.